# Бел камен
 Тази статия е за селото в България.  За селото в Гърция вижте Бел камен (дем Лерин).  
Бел ка̀мен е село в Югозападна България. То се намира в община Якоруда, област Благоевград.

## География
Село Бел камен е разположено в Югозападна България, Благоевградска област на 18 километра югоизточно от общинския център – град Якоруда. Заема северозападните части на Велийшко-Виденишкия дял на Западните Родопи. На югозапад от селището се издига най-високият връх в тази част на Родопите - Велийца, който е висок 1712 метра. Геоложкият строеж в района на селото е от гранити. Климатът е преходно-континентален със значително планинско влияние. Средногодишна валежна сума около 800 мм. Височината на снежната покривка е значителна поради характера на релефа. Речната мрежа в района на селото е част от водосборния басейн на река Дрещенец, приток на река Места. Преобладават кафяви горски почви, вторично затревени и иглолистни гори от бял бор и обикновен смърч. В землището на селото има няколко вековни дървета, които са защитени със заповед РД-82 от 30 януари 2004.

## Население
До 1954 година Бел камен е населена местност към село Бабяк. Населението намалява особено през периода от 1962–1982 година, поради изселвания за села в Североизточна България, Маломир, Нова Бяла река, Гороцвет и други. Основното (от 1968 г.), училище „Неофит Рилски“ е открито през 1935 г. като начално. В селото има детска градина и училище ОУ ''Неофит Рилски,, с много добра материална база. Населението на Бел камен се състои от помаци, изповядващи сунитския ислям.
| Година | Население |
| ------ | --------- |
| 1956   | 561       |
| 1965   | 677       |
| 1975   | 735       |
| 1985   | 609       |
| 1992   | 601       |
| 2001   | 612       |
| 2011   | 560       |
| 2017   | 574       |
| 2022   | 518       |